# 宁钢
宁钢（1960年2月—），男，汉族，江西余江人，中华人民共和国设计学家，中国共产党党员，第十三届全国人民代表大会江西省代表。

## 生平
2018年，宁钢被选为江西省出席第十三届全国人民代表大会代表。